# Romano Dalasseno

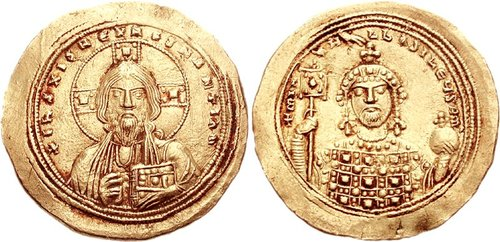
Histameno do imperador r.

Romano Dalasseno foi um aristocrata e governador bizantino no século XI, ativo durante o reinado do imperador Miguel IV, o Paflagônio (r. 1034–1041).

## Vida
Romano era filho de Damião Dalasseno (morto em 998), o primeiro membro atestado da distinta família Dalasseno, e teve dois irmãos mais velhos chamados Constantino e Teofilacto. Pouco se sabe sobre sua vida, com apenas uma breve referência na história de João Escilitzes e alguns selos e uma inscrição sobre uma porta em Teodosiópolis.
Destas fontes sabe-se que era protoespatário e catepano (governador militar sênior) da grande província da Ibéria. Nicholas Adontz estima seu mandato em ca. 1023-26, enquanto Werner Seibt coloca-o em 1031–34. Em 1039, sabe-se que fora banido pelo imperador bizantino Miguel IV, o Paflagônio (r. 1034–1041) junto com os demais membros de sua família.